# Jos van der Valk

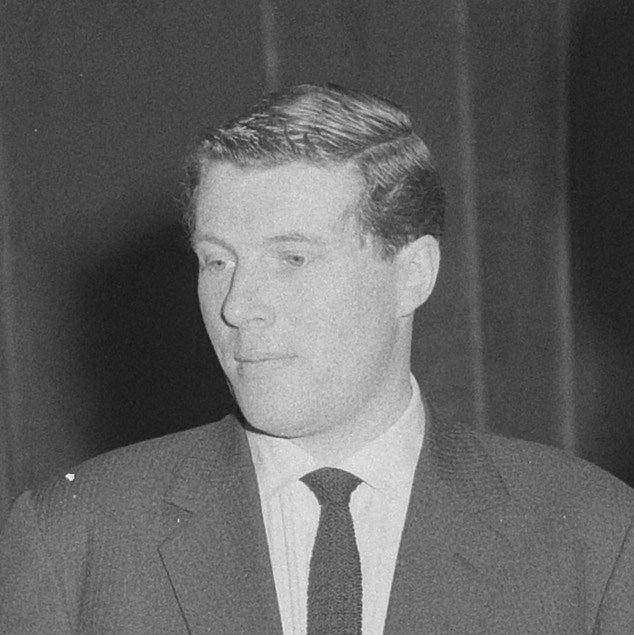
Jos van der Valk (1960)

Johannes Adrianus Maria (Jos) van der Valk (Amsterdam, 5 maart 1930 - Almere, 18 november 2014) was een Nederlands televisieproducent, maar ook theaterproducent, voornamelijk werkzaam voor de KRO.
De bekendste programma's die hij heeft geproduceerd waren in de jaren zestig en zeventig onder meer Zaterdagavondakkoorden, Piste, een circusvoorstelling op televisie, De Berend Boudewijn Kwis, waarvoor hij het idee in de Verenigde Staten had opgedaan, en de opvolger hiervan, de Willem Ruis Show. In de jaren tachtig volgden de Frank Kramer Show en de "nieuwe BB kwis" De Berend Boudewijn Show. De programma's begonnen altijd met het intro "Jos van der Valk presenteert". Daarnaast produceerde hij in 1971 onder meer Frans Halsema's Late Night Show.
In november 2014 overleed hij op 84-jarige leeftijd.